# Dong Yuan
Dong Yuan (934 – 962) è stato un pittore cinese.
Di lui rimangono una Festa in onore dell'imperatore, due rotoli paesaggistici e una Giornata serena. Fu l'inventore della "pittura colta" cinese.
Alcune fonti lo danno ancora vivo ed attivo a Kaifeng nel 975.